# フェルプス郡 (ミズーリ州)
フェルプス郡（英: Phelps County）は、アメリカ合衆国ミズーリ州の中央部南に位置する郡である。2010年国勢調査での人口は45,156人であり、2000年の39,825人から13.4％増加した。郡庁所在地はローラ市（人口19,559人）であり、同郡で人口最大の都市でもある。フェルプス郡は1857年11月13日に組織化され、郡名はアメリカ合衆国下院議員とミズーリ州知事を務めたジョン・S・フェルプスに因んで名付けられた。2000年の国勢調査ではアメリカ合衆国の人口重心が郡内にあった。
郡領域の多くはオザーク高原ブドウ栽培地域に入っている。ローラに入ったイタリア人移民が郡内初のブドウ園とワイン醸造所を造った。1960年代以降、ワイン製造が復活し、州内に多くのブドウ園を造り、国内外で高い評価を得てきた。
最初の郡政委員会は1857年11月25日にジョン・ディロンの小屋で開会された。1860年盛夏に使用開始された郡庁舎は南北戦争の間に北軍の病院として使用され、その後1994年2月まで使われて、新しい郡庁舎に移った。新庁舎は1994年5月22日に開所された。

## 歴史

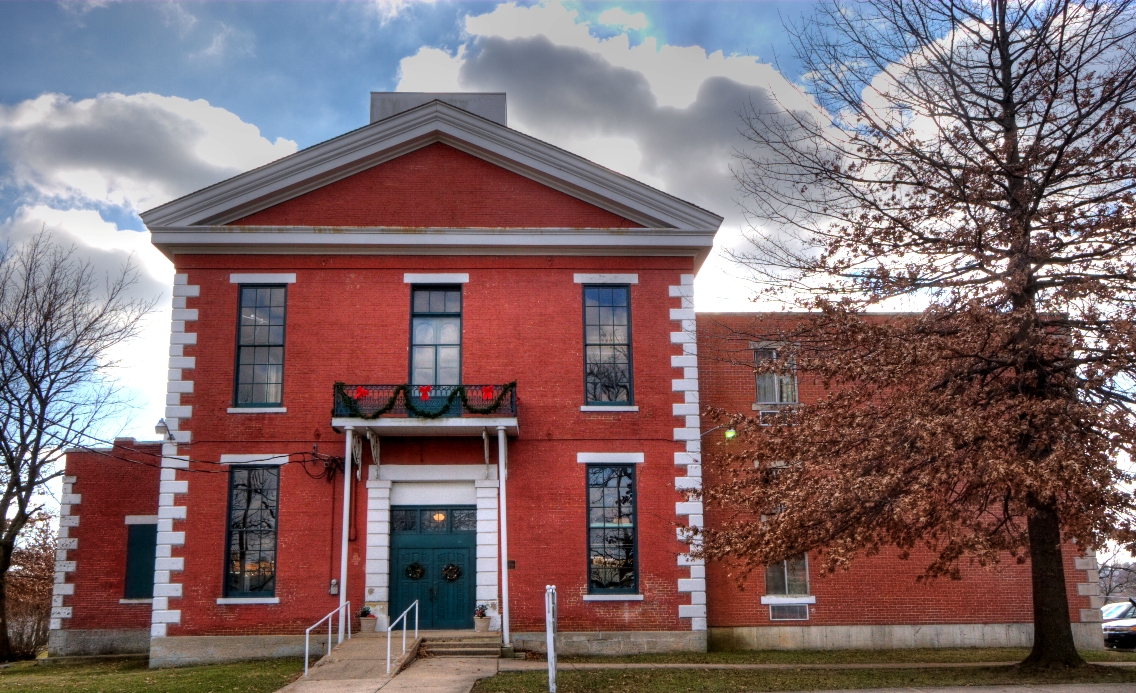
旧フェルプス郡庁舎。国家歴史登録財に指定されている。

フェルプス郡となった地域に最初に開拓者が入ったのは1818年であり、川岸に沿って開拓地を造ったが農業はあまり行われなかった。1944年ジョン・ウェバーが現在のローラ市域内に最初の家を建てた。
その1年後、ジェイムズ・アバート中尉がローラで最初の鉄道のための測量を始めた。アバートは後にミズーリ鉱業学校の初代土木工学教授になった。ローラの町の設立者エドマンド・ウォード・ビショップは元々ニューヨーク市の鉄道建設業者だった。1853年にサウスウェスト鉄道フリスコ支線の建設のためにこの地にやってきた。
フェルプス郡は1857年11月13日に、プラスキ郡、マリーズ郡、クロウフォード郡の一部を合わせ、ミズーリ州議会によって設立された。郡庁所在地を決めるための特別委員が指名されたが、その場所はできるだけ郡の中央に近く、鉄道の郵便線沿いに位置するという指示が付けられた。ビショップが広さ50エーカー (200,000 m2) の土地を提供し、それが受け入れられた。郡西部の住人はローラを希望し、東部の住民はディロンを希望したので、論争が起こり、州議会が公式にローラを郡庁所在地とする宣言を発したのは1861年になってからだった。ディロンを希望していた住人のうち約600人が署名を集め、選定委員3人のうち2人しか郡庁所在地検討に参加していなかったことを挙げて、抗議書を提出した。その請願はミズーリ州最高裁判所まで争われた。しかし、裁判所が判決を下す前の1860年1月14日に、ミズーリ州議会が郡庁所在地をローラと確認する行動を行った。この事態に対する多量の批判が考えられる中で、郡政委員全員が辞任したが後にそれを撤回した。最後はローラが郡庁所在地になることで落ち着いた。
ローラの町は1858年に公式に機能し、区画が敷かれ、名前が付けられた。ビショップは自分の家が郡の中心だったのでそこをフェルプスセンターと呼ぶことを望んだ。ジョン・ウェバーは明確な理由で「ハードスクラブル」と名付けたかった。別の当初からいる開拓者ジョージ・コップエッジはノースカロライナ州出身だったので、その故郷に因んでローリーを望んだ。別の者がローリー（Raleigh）の綴りは馬鹿げているので、Rollaなら良いという条件でコップエッジに同意した。郡庁所在地選定委員会は現在ローラと呼ばれる地域を郡庁所在地に指定した。
ローラの町は、郡が作られた1857年11月13日にはまだ存在していなかった。その地域にはJ・スティーバーの事務所とウェバーに家があるだけだった。郡庁の初期の仕事には、郡庁所在地から州内のセントルイス市、スプリングフィールド市、ジェファーソンシティ市、レイクスプリング、セイラム市などに向けて道路の場所を選び開設することがあった。郡の記録に最初のローラという名前が表れるのは1958年7月の道路に関する命令書だった。それ以前には1858年5月に鉄道のための土地を郡に譲渡する証書に使われていた。
1859年4月26日、郡政委員会はビショップが郡庁所在地として寄付した50エーカー (200,000 m2) の土地を測量する命令を出した。測量は若い鉄道測量士A・E・ブキャナンが行った。ブキャナンは1859年5月31日に郡庁舎にその区割り案を提出した。

### 南北戦争
1860年12月22日、ローラを終着駅とする鉄道が最初の列車を運行した。フリスコ鉄道と接続されるまでは、あらゆる商品が荷車に積まれてスプリングフィールド市まで運ばれ、そこから現在のアメリカ国道66号線（州間高速道路44号線）沿いに南と西に運ばれた。ローラは2万人の連邦軍が駐屯する重要な軍事拠点だった。当初の郡庁舎は南北戦争中に病院に転換された。
1861年4月、サムター要塞が砲撃され、南部を支援する判断が下された。5月10日、巡回裁判所で脱退に関する白熱した議論が交わされ、物別れに終わった。巡回裁判所判事のジェイムズ・マクブライドは間もなく、スターリング・プライスの下で南軍の将軍となるために出発した。郡庁舎の外では、一群の者がアメリカ合衆国の国旗を降ろしてアメリカ連合国の旗を揚げた。その旗はローラの女性達によって急速に作り上げられていた。北軍支持者で「ローラ・イクスプレス」の編集者だったチャールズ・ワルダーの新聞社にその一群が向かったとき、緊張感が高まった。ワルダーは店を閉じて出版を止めることを強いられた。南部の同調者は町を日夜偵察し、北軍同調者に町を去るよう命じることも多かった。
1861年6月14日、北軍のフランツ・シーゲル将軍が第3ミズーリ歩兵連隊と共に列車で到着し、町を占領した。その日から終戦までローラの町は北軍の手にあった。
ジョン・B・ワイマン大佐の指揮する第13イリノイ歩兵連隊が、ローラとパシフィック鉄道終着駅の防衛のために派遣された。ワイマン砦建設の計画を立てたのはこの連隊だったが、実際に工事を行ったのは別の連隊だった。エイブラハム・リンカーン大統領自らの命令で、ローラは如何なる代償を賭しても守ることとされた。鉄道の終着駅だったので、軍事物資を積んだ列車がローラからアーカンソー州南西部、ハートビル、およびスプリングフィールド、また現在オザーク湖と呼ばれる北西のリン・クリーク地域に駐屯する北軍に向けて出て行った。
1862年3月、ピーリッジの戦いでプライス将軍が敗北した後、ジョンソン州知事が編成した幾つかの部隊が故郷に戻った。この戦闘後北軍への忠誠と支持を言おうとしない南軍同調者は厳しい待遇を受けた。1例として元郡長のルイス・F・ライトとその息子のうちの4人が尋問のために家から連れ出された後、撃ち殺されたことがあった。
ローラは、パシフィック鉄道の南西支線がここで終わっていたので、南北戦争の間は重要な場所だった。数多い北軍兵士とその物資がセントルイスからローラまで鉄道で運ばれ、その後は荷馬車でスプリングフィールド市のウィルソンズ・クリーク、ピーリッジ、アーカンソー州のプレーリーグローブ、そのほか小さな多くの戦闘があった場所に運ばれた。鉄道は1860年にローラまで開通したが、戦争が始まったために西への延伸が止まってしまった。
当時人口約600人の町に北軍の大部隊がいた。北軍は戦争初期に町を支配したので、町とその運営に大きな影響があった。
この町は訪問者に取って忙しい所だった。1860年砂糖は1ポンド10セント、タバコは1ポンド30セントで売られていた。ウィスキーは1ガロン25セントだった。町の1区画は25ドルで売られていた。郡庁舎は干し草の貯蔵納屋として使われ、後には負傷兵の病院になった。北軍の司令官ナサニエル・ライアン将軍がスプリングフィールド市に近いウィルソンズ・クリークの戦いで戦死した後、その遺骸はローラに運ばれ、埋葬のために東部に送られた。オールドタウン・ローラは郡庁舎に近いメインストリート沿いにあった。事業地区は19世紀後半にパイン通りに移された。
1861年8月10日、ウィルソンズ・クリークの戦いで北軍が敗北した後、北軍はローラまで後退し、郡庁舎から約1マイル (1.6 km)、現在の国道63号線に沿った丘陵の上に土盛りの砦を建設し始めた。矩形の砦には擁壁周りに空堀が掘られ、南からの攻撃に備えて4隅に32ポンド野砲が置かれた。ジョン・B・ワイマン大佐に因んでワイマン砦と名付けられた。1863年に現在のミズーリ・ローラ大学キャンパスに建設されたデット砦はさらに手がこんでいた。十字状に造られ、24ポンド砲が置かれ、ライフル銃の銃眼があった。

### 大学の設置
モリル公有地払い下げカレッジ法がアメリカ合衆国議会で承認され、1863年、ミズーリ州議会はこれを利用して州内に新しいタイプの高等教育機関の設置に取りかかった。この法では、「主導的目的は、科学的また古典的研究を排除することなく、軍事戦術を含み、農業や機械工学に関わる学問分野を教え、...専門分野の探究において教養的また実用的な実務の教育促進を目指す」とされていた。
1870年、この地域は鉱物資源が豊富であり、地理的条件が良かったので、ミズーリ鉱業金属学学校が開設された。フェルプス郡は土地と公債を含め130,545ドルの計画を提出し認められた。今日この学校は世界でも最上級の工学学校として知られている。現在では鉱業や金属学に限らず、12の工学と科学の分野で、学士、および修士の学位を与えている。

### その他の町
郡内のその他の町として、1888年に法人化されたニューバーグ、1869年に法人化されたセントジェイムズがある。アーリントンとジェロームの2つは1867年に法人化されたが、どちらも現在は非法人化組織になっている。ドゥーリトルが最後に造られて、1944年7月2日に法人化された。エドガースプリングスは1970年代に法人化された。

## 地理
アメリカ合衆国国勢調査局に拠れば、郡域全面積は674.28平方マイル (1,746.4 km2)であり、このうち陸地672.85平方マイル (1,742.7 km2)、水域は1.43平方マイル (3.7 km2)で水域率は0.21％である。

### 主要高規格道路
- 州間高速道路44号線
- アメリカ国道63号線
- アメリカ国道66号線（1926年–1979年）
- ミズーリ州道68号線
- ミズーリ州道72号線

### 隣接する郡
- マリーズ郡 - 北西
- ガスコネイド郡 - 北東
- クロウフォード郡 - 東
- デント郡 - 南東
- テキサス郡 - 南
- プラスキ郡 - 西

### 国立保護地域
- マーク・トウェイン国立の森（部分）

## 人口動態
以下は2000年の国勢調査による人口統計データである。
| 基礎データ - 人口: 39,825人 - 世帯数: 15,683 世帯 - 家族数: 10,240 家族 - 人口密度: 23人/km2（59人/mi2） - 住居数: 17,501軒 - 住居密度: 10軒/km2（26軒/mi2） 人種別人口構成 - 白人: 93.24% - アフリカン・アメリカン: 1.50% - ネイティブ・アメリカン: 0.59% - アジア人: 2.35% - 太平洋諸島系: 0.06% - その他の人種: 0.47% - 混血: 1.79% - ヒスパニック・ラテン系: 1.22% 年齢別人口構成 - 18歳未満: 23.7% - 18-24歳: 14.5% - 25-44歳: 26.1% - 45-64歳: 21.8% - 65歳以上: 13.9% - 年齢の中央値: 35歳 - 性比（女性100人あたり男性の人口） - 総人口: 103.2 - 18歳以上: 102.9 | 世帯と家族（対世帯数） - 18歳未満の子供がいる: 30.3% - 結婚・同居している夫婦: 52.7% - 未婚・離婚・死別女性が世帯主: 9.5% - 非家族世帯: 34.7% - 単身世帯: 28.6% - 65歳以上の老人1人暮らし: 10.7% - 平均構成人数 - 世帯: 2.38人 - 家族: 2.92人 収入と家計 - 収入の中央値 - 世帯: 37,243米ドル - 家族: 49,343米ドル - 性別 - 男性: 29,428米ドル - 女性: 19,893米ドル - 人口1人あたり収入: 20,275米ドル - 貧困線以下 - 対人口: 16.4% - 対家族数: 11.3% - 18歳未満: 19.0% - 65歳以上: 13.0% |

## 教育
フェルプス郡の25歳以上の住民のうち、79.0％は高校卒以上の学歴を持ち、21.1％は学士以上の学位を持っている。
郡内の高等教育機関としては次のものがある。
- ミズーリ科学技術大学、元はミズーリ・ローラ大学、ローラ市、公立4年制大学
- イーストセントラル・カレッジ、ローラ市、衛星キャンパス[4]
- コロンビア・カレッジ、ローラ市、衛星キャンパス[5]

## 宗教
2000年宗教データアーカイブ協会郡別信徒報告書に拠れば、フェルプス郡は福音主義プロテスタントが最多数を占めるバイブル・ベルトにある。最も多い会派は南部バプテスト連盟の38.24％、続いてカトリック教会の11.43％、チャーチズ・オブ・クライストの10.75％である。

## 都市と町
| - ビューラー - ドゥーリトル - デューク | - エドガースプリングス - フラット - ジェローム | - ニューバーグ - ノースワイ - ローラ - 郡庁所在地 | - ロサティ - シートン - セントジェイムズ |

## 政治

### 地方
フェルプス郡の地方レベルでは共和党と民主党が均衡して政治を行っており、郡の選挙で選ばれる役職の半分ずつを分け合っている。

#### 国政
大統領選挙のレベルではかなり共和党支持の傾向にある。2000年と2004年の大統領選挙では、ジョージ・W・ブッシュが容易にフェルプス郡を制した。1992年にビル・クリントンが郡を制したのが、民主党候補による最後の勝利となっている。2008年の選挙では、州内の田園部にある郡と同様、バラク・オバマよりジョン・マケインを選んだ。
フェルプス郡は州南中央にある田園部郡と同様、社会的にまた文化的に保守的であり、それが共和党支持の傾向に影響している。2004年の州民投票では、結婚を男と女の結合として定義する州憲法改正案をフェルプス郡は77.94％という圧倒的多数で賛成した。州全体でも71％の賛成で可決し、ミズーリ州は同性結婚を禁止する最初の州になった。2006年の州民投票では、胚性幹細胞の研究を予算化し、合法化する憲法改正案が掛けられたが、フェルプス郡では52.25％が反対した。州全体では51%の賛成と辛うじて改正が成立し、胚性幹細胞の研究を最初に認めた州の1つになった。郡民は伝統的に社会問題に保守的であるが、最低賃金の増加のような人民主義的施策は支持する傾向にある。やはり2006年の州民投票で最低賃金を時間あたり6.50ドルに増やす命題については、フェルプス郡では69.42％が支持した。この命題は州内のどの郡でも支持され、75.94％が賛成した。

#### 2008年大統領予備選挙
2008年の大統領予備選挙で、フェルプス郡は二大政党の候補者をどちらも州全体と全国で二位に終わった者を選んだ。民主党の予備選挙ではヒラリー・クリントンが1位となり、共和党予備選挙では元アーカンソー州知事のマイク・ハッカビーが1位になった。クリントンだけでなく民主党で2位になったバラク・オバマもハッカビーを上回る票を得た。